# Phoenix Technologies
Pour les articles homonymes, voir Phoenix.
Phoenix Technologies est une société américaine fondée en 1979, qui se spécialise dans la conception de BIOS (firmware dans le monde Intel), contenus dans certaines EPROM des cartes mère de Compatibles IBM/PC.
Jusqu'en 2019, année de son rachat par Far Eastern New Century Corp, l'action était cotée NASDAQ sous le code PTEC.

## Description
Les BIOS de Phoenix sont en concurrence avec ceux d'American Megatrends. Il existe également Coreboot, une alternative libre encore peu déployée.
Les BIOS Award (acquis en 1998) sont désormais des produits de la marque Phoenix.
La société compte environ 15 agences à travers le monde et emploie près de 430 employés en 2006.
En 2008 Phoenix rachéte BelnSync.
En juin 2019 La société Far Eastern New Century Corp. (FENC) basée à Taïwan procède à l'acquisition de Phoenix Technologies International.
Le titre est retiré de cotation.

## Les technologies de semi-conducteurs à Phoenix
- En 1949, Motorola a débarqué à Phœnix qui en 39-45 avait accueilli les bases aériennes de l’US Air Force, et son laboratoire de recherche a abouti aux premiers transistors. Dans les années 1980, Intel a favorisé un écosystème dans la chimie et l’ingénierie[2].
- Phoenix Technologies
- En juin 1993  Motorola qui emploie 1900 personnes dans son usine toulousaine, fondée en 1968[3], dispose d'une unité comparable à Phoenix (Arizona)[4].
- ON Semiconductor, entreprise américaine de semi-conducteurs, spin-off de Motorola, créé en 1999, ensuite implantée à * Audenarde (Belgique, jusqu'à 2024-2025) Rožnov (République Tchèque), mais aussi au Japon, en Chine, en Corée du Sud, au Vietnam, aux Philippines et en Malaisie.